# Municipio de Antrim (Míchigan)
El municipio de Antrim (en inglés: Antrim Township) es un municipio ubicado en el condado de Shiawassee en el estado estadounidense de Míchigan. En el año 2010 tenía una población de 2161 habitantes y una densidad poblacional de 22,77 personas por km².

## Geografía
El municipio de Antrim se encuentra ubicado en las coordenadas 42°49′40″N 84°6′22″O / 42.82778, -84.10611. Según la Oficina del Censo de los Estados Unidos, el municipio tiene una superficie total de 94.9 km², de la cual 91.51 km² corresponden a tierra firme y (3.56%) 3.38 km² es agua.

## Demografía
Según el censo de 2010, había 2161 personas residiendo en el municipio de Antrim. La densidad de población era de 22,77 hab./km². De los 2161 habitantes, el municipio de Antrim estaba compuesto por el 96.34% blancos, el 0.28% eran afroamericanos, el 0.46% eran amerindios, el 0.23% eran asiáticos, el 0.09% eran isleños del Pacífico, el 0.88% eran de otras razas y el 1.71% pertenecían a dos o más razas. Del total de la población el 2.36% eran hispanos o latinos de cualquier raza.